# Peristethium leptostachyum
Peristethium leptostachyum är en tvåhjärtbladig växtart som först beskrevs av Carl Sigismund Kunth, och fick sitt nu gällande namn av Van Tieghem. Peristethium leptostachyum ingår i släktet Peristethium och familjen Loranthaceae. Inga underarter finns listade i Catalogue of Life.